# Paterna del Campo
Paterna del Campo es un municipio español de la provincia de Huelva, Andalucía. El municipio cuenta con una población de 3412 habitantes (INE 2024). Su extensión superficial es de 132 km² y tiene una densidad de 26,35 hab/km². Se encuentra situada a una altitud de 186 metros y a 62 kilómetros de la capital de provincia, Huelva
No tiene cursos de agua importantes, aunque por su término municipal discurren el río Corumbel y el Hardachón o Arroyo de Tejada, en los que desembocan numerosos arroyos más pequeños. De clima mediterráneo, con temperatura media anual de 17,2 °C y una pluviometría media anual de 600 l/m², aproximadamente.

## Historia
Con los romanos, esta comarca alcanza su máximo esplendor, de esta intensa romanización florece la ciudad de Itucci (Tejada La Nueva situada en Escacena del Campo). Más tarde, tras el abandono por los árabes de la que fuera capital de una amplia comarca, Talyata (Tejada), se repueblan pequeñas alquerías árabes de los contornos, como Paterna Fabula, nombre con el que se conocía en un principio la localidad. Con el tiempo, en el año 1291, llega a conseguir el título de villa de manos del rey Sancho IV "El Bravo". El primer tercio del siglo XVI, cuando Tejada se despobló definitivamente, empezó a llamarse con el dictado del Campo apellido común a lugares vecinos como Escacena y Castilleja, porque el campo y sierra de Tejada se repartió, entonces, entre ellos.
En 1594 Paterna formaba parte del reino de Sevilla en el Axarafe y contaba con 470 vecinos pecheros.
A finales del siglo XIX entró en servicio el ferrocarril de Riotinto, que en el término municipal de Paterna del Campo contaba con una estación, Manantiales. Esta línea férrea llegó a mover un importante tráfico de minerales procedente de las minas de Riotinto que tenía por destino el puerto de Huelva. Aunque situada a bastante distancia del núcleo urbano de Paterna, la estación de Manantiales era considerada una de las más importantes del trazado por sus instalaciones para atender locomotoras. El ferrocarril minero de Riotinto se mantuvo en servicio hasta su clausura en 1984.

## Patrimonio
Los monumentos y sitios de mayor interés son:
- El castillo de Alpízar

El Castillo de Alpízar corresponde a una antigua fortaleza, que presenta una bella portada de estilo almohade del siglo XI. El cuerpo del mismo lo forman una edificación de planta cuadrada, con patios de armas central y cuatro torreones flanqueados en sus vertientes. Se encuentra cerca de la aldea de Tujena, junto al llamado Acebuchal del Alpízar, en un entorno típico de nuestra campiña, rodeado de campos de cultivo de cereal, girasol y olivos. Desde el cortijo se ve el acebuchal, espacio incluido en la lista de “Lugares de Interés Comunitario”, que, sin duda, destaca en este homogéneo paisaje de la campiña onubense.
- La Aldea de Tujena

Donde se encuentra la Ermita de San Isidro Labrador. Esta sencilla ermita data de 1955; es un claro ejemplo de la arquitectura religiosa popular de la zona. Sus alrededores se convierten en el punto de encuentro de una popular romería durante el mes de mayo, a la que acude todo el pueblo.
La aldea de Tujena es heredera de un antiguo asentamiento prerromano, y romano después, dedicado a la minería en la zona del río Corumbel, del que no quedan apenas restos. En sus cercanías se encuentra el asentamiento de Tejada la Nueva.
- Iglesia parroquial de San Bartolomé

Construida sobre una antigua mezquita tras la conquista de Paterna por Alfonso X, aún se adivina su origen mudéjar, sobre todo en su fachada-torre y en la llamada Puerta del Perdón.

Remodelaciones posteriores, como las realizadas por Pedro Silva, le han dado una fisonomía barroca. En su interior se pueden admirar dos obras de arte de gran valor, el Cristo de la Misericordia, un crucificado gótico de mediados del siglo XVI que procesiona la Hermandad del Santo Entierro de Cristo en su desfile penitencial del Viernes Santo, y la imagen de San Bartolomé, talla de Jerónimo Hernández, maestro de Martínez Montañés, realizada en 1569.
También se pueden admirar imágenes más modernas de José Guzmán Vázquez, Antonio Castillo Lastrucci, José Sanjuán, Eslava y otros. 
- Antigua Iglesia del Convento de Ntra. Sra. De las Virtudes de Padres Carmelitas Descalzos

Data del año 1696. Se construyó tras erigirse el 22 de noviembre de 1693 el "Convento de Ntra. Sra. de las Virtudes de Padres Carmelitas Descalzos", para dar culto y venerar a Ntra. Sra. De las Virtudes Patrona de la localidad, siendo desamortizado en 1835. En la actualidad solo se conserva parte de su portada. 
- Fuente de los Frailes

En realidad se trata de una antigua piscina natatoria romana situada en, Tejada la Nueva, ciudad despoblada desde el siglo XVI. 
- La Fontanilla

Situada a menos de 1 km del pueblo es una fuente artificial de agua de origen árabe construida de ladrillo, en forma de templete con bóveda esférica. El agua procede de un pozo situado en una elevación a unos centenares de metros de la fuente, de tal forma que cuando el agua del pozo llega a un cierto nivel, desagua por una cañería subterránea en la fuente. 
- Nacimiento del Acueducto Romano

Juan Casado encontró unos restos de tuberías de presión en la  zona conocida como "Cabeza Rodrigo", dentro del término municipal de Paterna. Es posible que en la época romana, llevaran el agua desde las Fuentes del Alpizarejo, hasta Tejada la Nueva o bien hasta la Fuente Grande (Peñaloza, Escacena del Campo), de donde partía el Acueducto hasta Itálica. 
- Casa Cilla

Al igual que en otros pueblos del Condado, en Paterna aún se conserva la casa cilla, destinada en otros tiempos a recoger el diezmo que los vecinos entregaban a la Iglesia. La casa, de estilo barroco, data del siglo XVIII y fue comprada por la Catedral de Sevilla para utilizarla como casa del diezmo, como lo atestigua la presencia en su fachada del escudo del cabildo de la catedral, formado por una Giralda y dos jarros de azucenas. Actualmente se emplea como casa rectoral.
- Capilla del Gran Poder

De estilo neoclásico. 
- Capillas Cruceras

Denominadas como de la Santísima Cruz de Abajo y de la Santa Cruz de la Victoria de Cristo, fueron construidas en el siglo XX. 
- Capilla de Ntra. Sra. de las Virtudes

Se trata de una Capilla-Monumento inaugurada el 13 de junio del año 2010. De forma cuadrada y con tres arcos de medio punto, alberga en su interior una imagen de Ntra. Sra. de las Virtudes, realizada por el escultor Martín Lagares. Se encuentra rematada por una fuente de tres chorros, símbolo de las virtudes teologales de la virgen.
Se encuentra en la conocida como Cuesta de Pinguete junto a un pozo, lugar en que fue hallada la primitiva imagen patrona de la localidad y dónde, en 1448, se le labró un Santuario destruido en la actualidad.

### Gastronomía
La gastronomía de Paterna está basada en los productos de sus fértiles campos y dehesas: las migas, la caldereta, el gazpacho, los tostones y sobre todo los potajes de garbanzos. En cuanto a la repostería destacan los roscos de vino y huevo, tortas de pan y de manteca, torrijas, pestiños, piñonates y petacas.

## Economía
Eminentemente agropecuaria, los principales cultivos son el algodón, el trigo, el girasol, la remolacha y el olivar. Asimismo, dentro del término existen amplios espacios forestales donde domina el eucalipto, el bosque y el matorral mediterráneo de encinas y alcornoques.
Las posibilidades agrarias del medio han propiciado la aparición de un importante movimiento cooperativo de los productores agrícolas.
La ganadería, con una importancia relativa dentro del contexto económico del municipio, está constituida principalmente por ganado ovino y porcino y, en menor medida, por ganado vacuno, caprino y equino.

## Demografía
Paterna del Campo cuenta con una población de 3412 habitantes (INE 2024).
| Gráfica de evolución demográfica de Paterna del Campo entre 1842 y 2021                                             |
| |
| Población de derecho según los censos de población del INE Población de hecho según los censos de población del INE |

Desde la entrada del siglo XXI, Paterna se enfrenta a un proceso de estancamiento demográfico al igual que otros municipios  del interior (alejados de la Costa, que es donde se encuentra la mayor concentración de población), según refleja la evolución demográfica de los municipios de la provincia.
| 3914                      | 3894 | 3864 | 3824 | 3777 | 3695 | 3729 | 3745 | 3688 | 3611 | 3601 | 3564 | 3554 | 3486 | 3499 | 3484 | 3457 | 3478 |
| (Fuente: INE [Consultar]) |      |      |      |      |      |      |      |      |      |      |      |      |      |      |      |      |      |

## Fiestas locales
Las principales fiestas que se celebran a lo largo del año son:
- Semana Santa

El Jueves Santo realiza su estación de penitencia la Hermandad Sacramental de Nuestro Padre Jesús del Gran Poder, el Señor de Paterna y María Santísima del Mayor Dolor. En la madrugada del Viernes Santo procesionan: la Ilustre, Venerable y Antigua Hermandad Servita y Cofradía de Nazarenos del Santo Entierro de Cristo en su Misericordia y María Santísima de los Dolores en su Soledad. 
- San Isidro Labrador

Aunque la festividad del santo es el 15 de mayo, la celebración tiene lugar el fin de semana más próximo a dicho día. La fiesta comienza el viernes, con el popularmente llamado "Pescaíto". El sábado tiene lugar la romería que comienza con un recorrido por el pueblo y continúa hacia la aldea de Tujena, donde se encuentra la ermita del santo. En ella participan todos los habitantes del pueblo. El domingo se celebra la procesión cuyo recorrido tiene lugar por las calles de la aldea. Durante el sábado y el domingo, los paterninos disfrutan de la fiesta en las casetas de la aldea y visten trajes de corto y de gitana.
- Corpus Christi

Fiesta de fecha variable, se celebra entre mayo y junio y se engalanan las calles y balcones para la procesión de una magnífica custodia de plata del siglo XVIII. 
- Festividad de la Virgen del Carmen

Se celebra en torno al 16 de julio. La Virgen sale con una solemne procesión que tiene sus orígenes en la presencia carmelita en Paterna. En la plaza del pueblo, se celebran los actos festivos en los que participa todo el pueblo.
- Festividad de las Virtudes

El pueblo de Paterna del Campo rinde culto a su Abogada y Patrona desde el 15 de agosto de 1448, año de su aparición. En la actualidad las fiestas de la Patrona de Paterna se centran en la celebración de la Solemne Novena que finaliza el normalmente el primer fin de semana de agosto, coincidiendo los dos últimos días de Solemne Novena con el Devoto Besamanos de la Santísima Virgen. En la noche del 14 de agosto tiene lugar el rezo del Santo Rosario a las plantas de Nuestra Señora para tener el colofón de las fiestas el 15 de agosto cuando celebra Solemne Función Principal de Instituto la Antigua Hermandad de Nuestra Señora de las Virtudes Patrona de la Villa de Paterna del Campo; todo para finalizar con la Triunfal Procesión de la Santísima Virgen en la noche del mismo 15 de agosto. Celebra, desde el 22 de noviembre de 2020, Solemne Función en acción de gracias por su patrocinio sobre la Villa de Paterna del Campo, cuyo dato de mayor antigüedad encontrado hasta ahora se remonta a 1693, tal y como queda reflejado en el libro de "Fundación del Convento de Carmelitas Descalzos de Nuestra Señora de las Virtudes".Virgen de las Virtudes
- Fiestas patronales de San Bartolomé

Se celebran el 24 de agosto con la procesión del santo patrón. Como actos festivos se realizan diversas actuaciones en la plaza del pueblo. Entre otros han asistido: la famosa cantante "La Húngara", la chirigota de Cádiz "Los enteraos" o cantantes locales. También hay actividades para los niños y fiestas para los jóvenes, incluida la tradicional suelta de vaquillas en la Plaza de Toros, la quema de toros de fuegos y un fabuloso castillo de fuegos artificiales.
- Fiestas en honor a la Santísima Cruz de Abajo

Tiene sus orígenes en la hermandad de la Vera Cruz, tenía capilla propia en la calle Humilladeros, lugar donde se celebraba todos los años la cruz de mayo bajo el nombre de Cruz de Abajo de los Humilladeros. 
La Santísima Cruz de Abajo es una talla a doble cara de estilo barroco, recubierta con oro de ley, obra del insigne tallista onubense José Oliva Castilla en 1954. Su capilla se ubica en la calle Santísima Cruz de Abajo, más conocida como la calle Nueva por todos los lugareños. La capilla de la Santísima Cruz data del año 1880 y ha sido reformada posteriormente en el 2003, siendo conocida por los diferentes y magníficos diseños que ha lucido a lo largo de su historia. 
Sus fiestas se celebran en septiembre, exactamente, el fin de semana más cercano al 14, día de la Exaltación de la Cruz. Las fiestas en honor de la titular comienzan el jueves, teniendo lugar una magnífica exhibición de enganches de caballos en la Plaza de Toros de Paterna del Campo. 
El viernes por la noche se reza el Santo Rosario con los mozos y reinas engalanados, acompañados por los hermanos y simpatizantes de la hermandad. El sábado por la mañana tiene lugar la ofrenda floral a la Virgen del Carmen, donde los cruceros le ofrecen sus ramos de flores a la Virgen y al finalizar, se le canta la salve marinera, acompañado por los hermanos cruceros engalanados con hermosos trajes de flamencos. 
El sábado por la tarde se celebra el romerito. Los cruceros recorren el pueblo a caballo y en maravillosos enganches cantando sevillanas en honor a la Cruz  seguidos de las espectaculares carrozas realizadas a mano por los hermanos de la hermandad. 
El domingo la Santísima Cruz de Abajo hace su salida procesional. La Cruz es engalanada con preciosas flores sale desde su capilla de la calle Nueva y hace su recorrido procesional por las principales calles del pueblo acompañada por hermanos devotos vestidos de gala y de mujeres vestidas de mantilla para la ocasión. Cuando termina su función de iglesia, la titular vuelve hacia su capilla. A partir de "Los humilladeros", los hermanos cruceros le cantan entre vivas a la Santísima Cruz de Abajo sevillanas y canciones con referencia a la cruz. 
Durante las fiestas la reina, los pajes, los mozos y los acompañantes visten diferentes trajes de diseño realizados únicamente para las fiestas y la calle de la Santísima Cruz de Abajo luce un magnífico alumbrado. Los actos son acompañados por distintas bandas de música, como la Agrupación Musical Virgen de los Reyes.
- Fiestas en honor a la Santa Cruz de la Victoria de Cristo

Se celebran el primer fin de semana de septiembre. A lo largo de esta festividad se pueden destacar diversos momentos como la madrugada del jueves cuando la calle Andalucía es engalanada con flores artesanales realizadas en papel por las hermanas de mayor edad durante todo el año creando una composición de miles de flores en una tradición única en la localidad. En dicha calle tiene su ubicación la capilla de la Santa Cruz, de orfebrería en plata y oro.
El viernes tiene lugar el Rosario, donde los devotos procesionan por las calles del pueblo luciendo trajes de flamenca. 
El sábado por la mañana tiene lugar una diana, conocida por reunir a una multitud de jóvenes y no tan jóvenes, en la que el ambiente festivo y la alegría son el preludio del Romerito. Por la tarde tiene lugar el tradicional romerito acompañado de carrozas realizadas por los hermanos carroceros y al igual que la procesión de la Santa Cruz, que se celebra el domingo por la tarde por las principales calles del pueblo. Hay que destacar, la entrada de la banda de tambores y cornetas de la Legión también el domingo por la mañana. 
Durante todas las fiestas, los mozos, la reina, los pajes y el/la hermano/a mayor, al igual que sus respectivos acompañantes, lucen trajes que aportan elegancia. 
También son conocidos tres momentos muy concretos en la procesión de la Santa Cruz de la Victoria: la llegada a "las cuatro esquinas", donde los hermanos que llevan a hombros el paso lo elevan a lo más alto; la llegada a la calle Andalucía, donde se encuentra la capilla de la Santa Cruz; y la salida de la Cruz de la función de iglesia y llegada a la plaza, donde le espera un castillo de fuegos artificiales. 
Destacar además las bandas y agrupaciones musicales que estas fiestas congregan en la villa, como la Banda de las Cigarreras de Sevilla, así como las actuaciones de música en la caseta, por donde han pasado reconocidos artistas. A destacar la ya tradicional celebración del pregón el miércoles noche, abriéndose así las fiestas.